# Димитър Симеонов
Вижте пояснителната страница за други личности с името Димитър Симеонов .
Димитър Георгиев Симеонов, известен и с прякора си „Мончо“, е български саксофонист, цигулар, диригент, композитор, аранжор, първият преподавател по саксофон в Консерваторията, автор на учебни помагала по специалността.

## Биография
Роден е на 22 май 1932 г. в София. Кръстен е на своя дядо, който е бил цигулар и тромпетист в Царския оркестър. Син е на световноизвестната българска цигуларка Недялка Симеонова. Баща му, Георги Димитров, е пианист.
Завършва музикалното училище в София 1951 г. и оттогава свири в „Джаза на младите“. В 1955 г. постъпва в Джаза на оптимистите и същата година завършва Музикалната академия. През 1960 г. е в Естрадния оркестър на Българско национално радио.
Свири в най-различни нашумели формации, работи в Сирия и Ливан. Основава оркестър „София“, където е диригент в продължение на 20 години. Има издадени седем учебни школи по саксофон.
Най-страшният ден в живота му е 21 декември 1971 г. Симеонов е заедно с много свои колеги от оркестър „София“ лети в злополучния самолет, който се разбива на летището в София и в който загива Паша Христова. Той е сред малкото оцелели. Колегите му го избират за ръководител на състава и той остава начело на формацията до края на съществуването ѝ през 1984 г.
От 1984 г. става главен художествен ръководител на група „Сребърни звезди“ от естрада на армията. За 40 години творческа дейност има над 3000 концерта из цяла Европа. Редовен участник е в „Златният Орфей“ и „Мелодия на годината“.
Автор е на редица композиции, включително на пиесите Фантазия за камерен оркестър, сопран саксофон, флейта и пиано (посветена на майка му – проф. Недялка Симеонова), „Софийски хоризонти“ и др. За репертоара на ЕОБРТ пише инструментални парафрази на популярни песни. С аранжимента си на „Имам земя“ в изпълнение на Мария Нейкова печели награда от „Златният Орфей“.
От 1973 г. членува в Съюза на българските композитори. Същата година става член на Асоциацията на саксофонистите класици в град Бордо във Франция.
Като диригент на оркестър „София“ е правил много рецитали на „Златният Орфей“ с много български и чуждестранни изпълнители.
През 1955 г. се жени за Екатерина Симеонова (гримьор в Българската национална телевизия), с която има 62-годишен брак, трима синове, двама внуци и две внучки.
През юни 2018 г. музикантът представя своята автобиографична книга „Живея за музиката. Автобиографията на един джазмен“.
Умира на 2 януари 2019 г. в София.

## Награди и отличия
- 1979 г. – юбилеен медал „100 години София“
- 1980 г. – Сребърна лира
- 1981 г. – 1300 години България
- 1982 г. – орден „Кирил и Методий“ първа степен
- 1985 г. – заслужил артист
- 2007 г. – Златна лира от Съюза на българските музикални и танцови дейци
- 2018 г. – Кристално огърлие от Съюза на българските музикални и танцови дейци
- 2018 г. – Почетен гражданин на София[4][5]